# 戸田海市

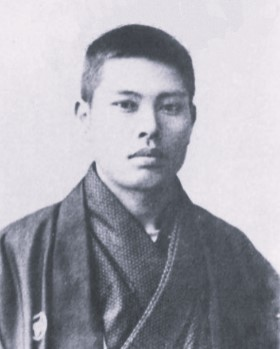
戸田海市

戸田 海市（とだ かいいち、1871年6月25日（明治4年5月8日） - 1924年（大正13年）3月5日）は、日本の経済学者。法学博士。京都帝国大学教授。臨時国民経済調査会委員。専門は経済学、工業経済。族籍は広島県平民。

## 人物
広島県豊田郡豊田村生まれ。戸田嘉吉の三男。1892年、私立専修学校理財学科を卒業。青森県有余学館にて経済学、英語等を教授。1897年、東京帝国大学法科大学選科を卒業。第四高等学校教授を経て1901年、京都帝国大学講師。1906年、同教授。河上肇を同大学に招く一方、関一（東京高等商業学校教授）を大阪市助役に推す。商業経済学、工業経済学を担当し、社会政策も講義。社会政策学会の有力会員であった。京都市上京区北白川追分町に居住した。

## 家族・親族
戸田家
- 妻・タミ（1875年 - ?、広島、高橋琢也の長女）[2][3][5]
- 子[2][3]

親戚
- 妻の父・高橋琢也（貴族院議員）[5]
- 妻の妹の夫・中島玉吉（法学博士、京都帝国大学教授）[4]

## 主な著書
- 『地方自治制論』（東京専門学校法律科第12回第1部講義録）東京専門学校、1900年
- 『我独逸観』丸善、1908年
- 『取引所税法改革論』（発行所不明）1909年
- 『合同 かーてる及とらすと』京都法学会〈法律学経済学研究叢書〉1910年
- 『工業経済』寶文館〈神戸正雄編／経済全書／第3巻第3編〉1910年
- 『社会主義ト日本国民』博文館、1911年
- 『日本乃社会』博文館、1911年
- 『日本乃経済』博文館、1911年
- 『商業経済論』弘文堂書房、1924年
- 『戸田海市博士著作集』全4巻、弘文堂書房、1924-25年

1. 商業経済論
2. 工業経済論
3. 社会政策論
4. 特殊問題研究

- 田中太七郎『日本取引所論』校閲、有斐閣本店、1910年